# Cycas micholitzii
Cycas micholitzii är en kärlväxtart som beskrevs av William Turner Thiselton Dyer. Cycas micholitzii ingår i släktet Cycas, och familjen Cycadaceae. IUCN kategoriserar arten globalt som sårbar. Inga underarter finns listade i Catalogue of Life.

## Bildgalleri

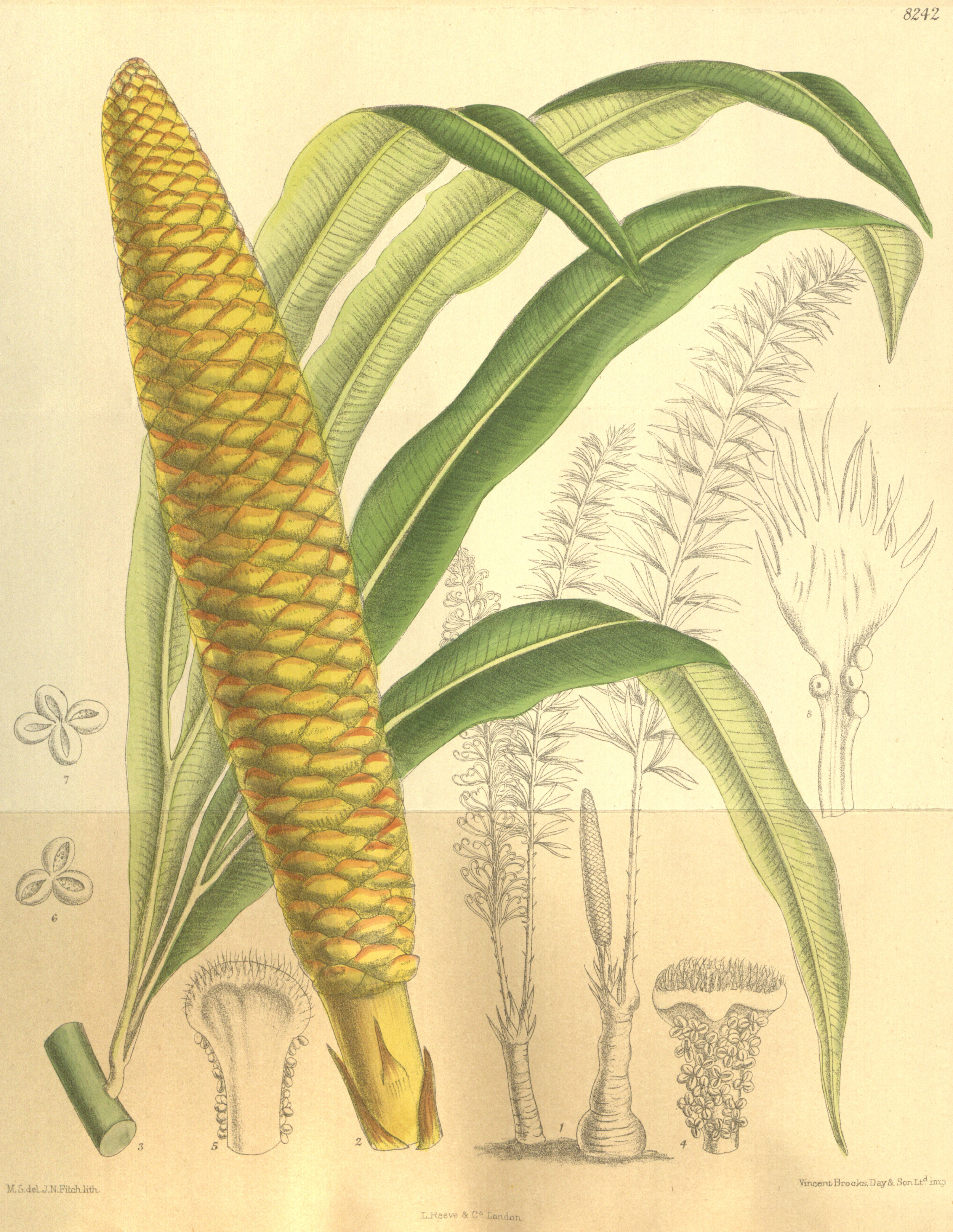